# 大谷皿屋敷
大谷皿屋敷（おおたに さらやしき、本名：大谷 真仁（おおたに まさひと)、1989年4月13日（35歳）   - ）とは、日本の劇作家、アマチュア落語家、詩人。劇団「地蔵中毒」の主宰。北海道生まれ。北海道大学経済学部卒業。

## 来歴
北海道大学在学中、落語研究会所属。高座名は「是家リアル（これがリアル）」。2012年8月、学生落語の日本一を争う「第3回てんしき杯落研トーナメント」（岐阜県岐阜市・じゅうろくプラザ）で優勝。高座名「是家リアル」で出場し、自分の家族のエピソードを交えながら「貧乏神」を披露。胎児を溶かしてにがりを入れて、ところてんにして食べる婆ァが出てくる噺をした。この優勝を評価され、北大えるむ賞受賞。
2012年、詩のボクシング全国大会準優勝を経て、大学卒業後、そろばんの先生に50万円の借金をして上京。
2014年、学生時代の知り合いだった栗原三葉虫（高座名：頭下位亭黒麿 、東海大学落語研究会出身、第10回策伝大賞審査員特別賞受賞）と再会し、劇団「地蔵中毒」旗揚げ。
スリーピースロックバンド「蛸地蔵」をすごくカッコいい名前だと思い、そこに足すと気持ち悪い言葉「中毒」を入れて「地蔵中毒」とした。「地獄中毒」、「地獄道中」、「地獄座」、「毒地獄」などと良く間違えられる。読み方は「じぞうちゅうどく」である。メインキャラクターは、大谷皿屋敷自らが作った「日雇い地蔵君」
「大谷”皿屋敷”」は、「石野”卓球”」の、苗字と名前の組み合わせにあやかったもの
旗揚げ公演の来場者数は13人。関口オーディンまさおと立川がじらが、第2回公演から参加。第2回を観た、かませけんたが、第3回から参加。初期からの男性メンバーは皆、学生時代の落研関係の知り合い。

## 劇団「地蔵中毒」公演履歴

### 本公演
- 旗揚げ公演 無教訓意味なし短編集vol.1 「牛殺し！獄中おばあちゃんの空中分解カポエラー（仮）」                                                                （2014年10月25日、新井薬師 スペシャルカラーズ）
- 第二回公演 無教訓意味なし演劇vol.2 「藻！藻！藻！極刑連発！沼裁判（仮）」改め「僕の街に巨大日本人形が建った日」                               （2015年7月11日～12日、江戸川橋 あとりえ昼行灯）
- 第三回公演 無教訓意味なし演劇vol.3 「母乳袋、ついにやぶける」（2016年1月16日、新井薬師 スペシャルカラーズ）
- 第四回公演【演劇界初！ジャガイモを握りながら観る公演！】 無教訓意味なし演劇vol.4 「濡れコンクリート培養センター」                                  （2016年7月30日～31日、高田馬場 プロト・シアター）
- 第五回公演【舞台の四隅に玉子焼きを置く演劇】 無教訓意味なし演劇vol.5 「第一次『へその緒再生プロジェクト』」                                           （2017年1月28日～29日、高田馬場 プロト・シアター）
- 第六回公演【タイ米で囲まれた範囲内で観る演劇】 無教訓意味なし短編集 「継母特製！！ニュルニュル蓋なしタジン鍋」                                     （2017年7月22日～23日、阿佐ヶ谷 ひつじ座）
- 第七回公演 無教訓意味なし演劇vol.7 「淫乱和尚の水色腹筋地獄」改め「西口直結！阿闍梨餅展示ブース」                                                  （2018年3月8日～11日、王子スタジオ1）
- 第八回公演 無教訓意味なし演劇vol.8 「つちふまず返却観音」                                                                                                                 （2018年9月1日～2日、高田馬場 ラビネスト）
- 第九回公演 無教訓意味なし演劇vol.9 「懺悔室、充実の4LDK」                                                                                                                （2019年2月2日～3日、浅草 九劇）
- 第十回公演 無教訓意味なし演劇vol.10「純喫茶”味噌夢”～蜘蛛でもわかるアクリル製色即是空～」(2019年5月2日～5日、学芸大学 千本桜ホール）
- 第十一回公演「ずんだ or not ずんだ」                                                                                                                                         （2019年9月19日～22日、高田馬場 ラビネスト）

- 第十二回公演 無教訓意味なし演劇vol.12「おめかし、鉄下駄、総本山 ～削ればカビも大丈夫～」

　　(2020年5月2日～5日、花まる学習会 王子小劇場での公演予定だったが、新型コロナウィルス感染拡大防止のため、11月に延期し、内容リニューアル公演）
- 第十二回公演 無教訓意味なし演劇vol.12「おめかし、鉄下駄、総本山 ～削ればカビも大丈夫～ (村の掟 全無視 Edition)」                                   (2020年11月12日～15日 下北沢 駅前劇場)
- 第十三回公演 無教訓意味なし演劇vol.13「宴たけなわ天高く円越える孫世代」                                   (2021年2月26日～3月1日 下北沢 ザ・スズナリ)
- 第十四回公演 無教訓意味なし演劇vol.14「母さんが夜なべをしてJavaScript組んでくれた (原作・カラマーゾフの兄弟)」 (2021年7月21日～7月25日 下北沢 ザ・スズナリ)
- 第十五回公演 無教訓意味なし演劇vol.15「『中待合室にお入り下さい』を待ちながら」 (2022年8月24日～28日 新宿 シアタートップス)
- 第十六回公演 無教訓意味なし演劇vol.16「つちふまず返却観音2022～テトラポッドの着払い～(仮)」 (2022年12月14日～18日 下北沢 ザ・スズナリ)

### 番外公演
- オルギア視聴覚室vol.1 「鼻呼吸」（2016年10月15日～16日、池袋　シアターグリーン BASE THEATER）
- オルギア視聴覚室vol.2 「夏の思い出」（2017年4月22日、上野 恩賜公演ステージ）
- ろく昼劇場vol.3 舞台上のダルマが徐々に迫ってくるイベント 「オーディション」&「覗き」（2017年6月17日、下北沢 ろくでもない夜）
- Mrs.fictions10周年記念公演 「15 Minutes Made Anniversary」「想いをひとつに」（2017年8月23日～27日、吉祥寺シアター）
- Japan Underground Festival 「亜麻色の」（2017年9月22日、新宿 JAM）
- オルギア視聴覚室vol.3 「亜麻色の」（再演）（2017年11月11日、八王子 デジタルハリウッド大学・八王子制作スタジオ）
- 劇団「地蔵中毒」番外公演 無教訓意味なし演劇番外編 「ハムレット（ウエストポーチ着用ver）」                                                                      （2017年11月25日～26日、東池袋 アートスペースサンライズホール）
- ろく昼劇場vol.11 『ろく昼版あんたの夢叶えたろかSP』 「生き死に」（2017年12月10日、下北沢 ろくでもない夜）
- 「テアトロコント特別編　2010年代結成ユニット特集！」 「森」&「誓い」（2018年1月27日、渋谷 ユーロライブ）
- 劇団 「地蔵中毒」 x コンプソンズ （2018年3月24日～25日 下北沢 下北沢亭）
- 周年ヘンタイキャンプ （2018年5月26日午後～27日昼 山梨県ブナの森キャンプ場）
- 「テアトロコント Vol.28」（2018年7月27日～28日 渋谷 ユーロライブ）
- 地蔵中毒 x オルガナイザーGX 共同ライブ「パイ寄席」」（2018年9月23日、方南町 方南会館ホール）
- JAPAN NEPAL WORLD FRIENDS FESTIVAL (2018年10月2日、渋谷Shibuya La.mama)
- 鼻雑技団＃１「両頬ペチンペチン謝肉祭」（2018年11月2～4日、下北沢OFF OFFシアター）
- オルギア視聴覚室vol.4（2018年11月10日～11日、八王子 デジタルハリウッド大学・八王子制作スタジオ）
- 「帰ってきた!! ティ●ポジウム」(2019年2月26日、阿佐ヶ谷Loft A)
- 「テアトロコント Vol.34」（2019年3月29日～30日 渋谷 ユーロライブ）
- 過去作上映会vol.1 ～母を待つ乳呑み子、意思を持つ築地市場～ (2019年6月7日　アップリンク吉祥寺)
- 劇団「地蔵中毒」5周年祭！～希少部位一人占めおじさんvs仏罰～ (2019年6月29日 阿佐ヶ谷ロフトA)
- オルギア視聴覚室vol.5（2019年10月19日～20日、八王子 デジタルハリウッド大学・八王子制作スタジオ）
- プロデューサーMからの挑戦状～劇団「地蔵中毒」x □字ック (2019年11月13日 三軒茶屋シアタートラム）
- 劇団「地蔵中毒」寄席 vol.1 ～ふやけ寿司再生工場～ (2020年2月1日 渋谷 ユーロライブ)
- 「赤字補填だよ!! おっかさん!! 4夜連続! 過去公演配信祭!」『地蔵中毒の人力ネットフリックスvol.1～紅茶の美味しい粘液直飲み専門店～』 (2020年5月2日～5日 ネット配信)

　　終演後の打ち上げで、配信視聴者に開放したURLが、謎のロシア人の一団に乗っ取られ、騒然となる。
- 「テアトロコント Vol.46」（2020年8月28日～29日 渋谷 ユーロライブ）
- 「10卍 ～ジュマンジ～」(2020年12月27日 新宿バティオス)
- しりあがり寿presents 新春!(有)さるハゲロックフェスティバル'21 未知との接触 (2021年1月23日 新宿ロフトからライブ配信)
- 第十三回本公演 後夜祭 「冷凍兜解凍の儀」(2021年3月2日 下北沢 ザ・スズナリ)
- 地蔵中毒のコント菩薩vol.1 「立ち漕ぎマリリン・モンロー」(2021年11月25日～28日 渋谷ユーロライブ)
- イカ舎バトルライブ (2021年12月29日 新宿バッシュ)
- しりあがり寿presents さるハゲロックフェスティバル'22 サル解放 Liberation de Saru (2022年1月29日 新宿ロフトからライブ配信)
- 「10卍 ～ジュマンジ～」(2022年3月24日 座・高円寺)
- しりあがり寿presents 新春！(有)さるハゲロックフェスティバル'23 うろおぼえ80年代 (2023年1月14日 新宿ロフト)

## 大谷単独の活動

### 外部出演
- 2020年6月17日、「家、ついて行ってイイですか？」(テレビ東京)に「国立大卒元エリート30歳・・・衝撃のゴミ屋敷!松尾スズキに憧れる訳」のタイトルで出演。劇団「地蔵中毒」ファンにはおなじみの「大谷ハウス」の様子が、お茶の間に波紋を呼ぶ。

- 2020年8月8日、大人計画 松尾スズキのメルマガ(まぐまぐ!配信)「のっぴきならない日常」購読者 限定配信「スナック松尾(第二回)」にゲスト出演。運用サイドがテレビ東京に許可を取り配信内で使用した、大谷皿屋敷出演の「家、ついて行ってイイですか？」の一場面が、Youtubeの配信ポリシーに抵触し、突如、配信中断。運用サイド、視聴者共に、何が起こったのか理解出来ず、パニック状態に陥る。
- 地球外演芸会 (2022年1月29日 新宿シアターミネルヴァ)

### 作・演出（外部）
- 「SAVE THE どん平 安藤玉恵による“とんかつ“ と“語り“ の夕べ vol.1 切断」  作・演出：大谷皿屋敷、出演・演出：安藤玉恵 　2020年11月～（冬季不定期開催）  会場：どん平（東京都荒川区西尾久、安藤の実家）[10][11]
- 「松尾スズキと30分の女優」脚本参加 WOWWOW 2021年3月28日 20:00 p.m. ～ 22:00 p.m.
- 「松尾スズキと30分の女優2」脚本参加 WOWWOW 2022年3月13日、20日、27日、4月3日 (全4回) 23:00 p.m. ～ 23:30 p.m.
- 別冊コンプソンズ vol.1 「ビニール」(2022年5月25日～29日 下北沢 シアター711）脚本・演出
- 「松尾スズキと30分強の女優」脚本参加 WOWWOW 2023年3月予定

## 劇団メンバー
自己申告制で正式メンバーは決めていないが、現在確認されている劇団公演に出演したことがあるメンバーは以下の通り。
個人名メンバー
- 栗原三葉虫
- 関口オーディンまさお
- かませけんた
- 三葉虫みどり(宇都宮みどり)
- 東野良平
- フルサワミオ
- インターネットちゃん
- 3105 (鈴木理子)
- hocoten
- 関原吏紗
- まつばやししゅうと
- 中沢寒天
- 三丈晶生
- 上野優輔
- 森わかな

他劇団、団体からの客演
- 立川がじら(落語立川流)
- 武内慧(東京にこにこちゃん)
- 田保遥樹(cloture pales)
- 礒村夬(グッドラックカンパニー)
- 澁川智代(右マパターン)
- 木村みちる(遠吠え)
- Daiki(都映)
- 荒威ばる(劇団ジェット花子)
- 小野カズマ(排気口)
- 啓豪(よしもとクリエイティブ・エイジェンシー俳優部)
- 神谷圭介(テニスコート)
- 土岡哲朗(春とヒコーキ)
- ぐんぴぃ(春とヒコーキ)

## 劇団グッズ
現在、公演時に販売されているCD、DVDは以下の通り(一部店舗でも購入可)。
CD
- 「地蔵中毒のテーマ」、「沼の性教育」(2曲入り、カラオケ付き)

本公演時、エンドレスで劇場内にかかっている。
その場では、「変な曲!」とだけ思うが、公演終了後の道すがら、知らず、歌詞の1フレーズを口ずさんだり、帰宅後、曲が頭から離れず、「買えば良かった!」と大後悔するものが後を絶たないので、是非とも、買って帰った方が良い。
DVD
- 第四回公演【演劇界初！ジャガイモを握りながら観る公演！】 無教訓意味なし演劇vol.4 「濡れコンクリート培養センター」
- 第五回公演【舞台の四隅に玉子焼きを置く演劇】 無教訓意味なし演劇vol.5 「第一次『へその緒再生プロジェクト』」
- 第六回公演【タイ米で囲まれた範囲内で観る演劇】 無教訓意味なし短編集 「継母特製！！ニュルニュル蓋なしタジン鍋」
- 短編寄せ集め集「紅母乳」
- 番外編 「ハムレット」ウエストポーチ着用ver

その他他劇団グッズ
劇団公式ウェブサイト参照のこと劇団公式ウェブサイト

## リンク
- 劇団公式ウェブサイト